# Kanamarís
Els kanamarís o tukuna són un poble originari del Brasil, que habita a l'Amazònia i parla un idioma de la família catuquina.

## Territori
Tradicionalment han poblat la conca alta i mitjana del riu Juruá, actual estat de l'Amazones (Brasil). També s'han establert a l'alt Itaquaí, afluent del riu Javarí, i fins i tot més lluny, en el mitjà Javarí i fins al riu Japurá. Actualment viuen a la Terra indígena de la Vall del Yavarí, on ocupen els marges dels rius Curuçá, Javarí, Itaquaí i Jutaí; a Mawetek que comprèn els tributaris del marge esquerre del Juruá mitjà; Kanamari, situada a la vora dels afluents del marge direcha del Juruá, riu avall d'Eirunepé; i, a més dues petites àrees al Japurá, Maraã i Parana do Paricá. Un grup de prop de 60 viu en una comunitat a Umariaçú, alt riu Amazones, habitada principalment pels tikuna. També se sap d'un petit grup en l'alt Juruá, va riure a dalt de Cruzeiro do Sul.

## Organització Social
Estan dividits en llinatges que tenen el nom d'un animal, seguit del sufix dyapa. Originalment regia l'endogàmia en cada llinatge, però amb la dispersió ocorreguda en l'època de la febre del cautxú, alguns llinatges van establir aliances territorials matrimonials, mantenint l'endogàmia dins de cada aliança o en cada llogaret que va substituir les antigues maloca del llinatge i que té el seu respectiu X-warah o cap.

## Subsistència
L'economia kanamarí s'adapta als cicles climàtics. El cicle anual es divideix en dues estacions principals, la seca, d'abril a setembre, i l'estació plujosa, d'octubre a març. Durant l'estació seca les unitats familiars es dispersen per a caçar i recol·lectar tortugues. En l'estació plujosa es recol·lecten fruits i es cullen les palmeres de chontaduro i asaí que es troben als horts on ja s'han recol·lectat els productes de cultius transitoris.